# Condições e recursos
Em ecologia, condições são os fatores ambientais abióticos que influenciam o funcionamento dos organismos e que pode ser alterada por eles. Entre as condições estão a temperatura, pH, salinidade, correntes marítimas, pluviosidade ou altitude. As condições induzem respostas fisiológicas nos seres vivos, determinando a eles se o ambiente é ou não habitável. Condições “ótimas” proporcionam maior reprodução e geração de descendentes..
Recursos (do latim recūrsus,us ‘possibilidade de voltar’) são propriedades dos ambientes que determinam onde os organismos podem viver. Os recursos podem ser bióticos, definidos como sendo qualquer substância ou objeto exigido por um organismo no curso do seu crescimento, manutenção e reprodução, ou abióticos, sendo derivados de aspectos físicos, químicos ou físico-químicos do meio ambiente. Ambos tipos de recursos são consumidos, tornando-se menos disponíveis para outros organismos, e assim, viram fatores críticos para a existência desses seres vivos. São portanto, exauríveis. Por essas propriedades, recursos podem ser fonte para conflito e competição entre organismos. 

## Condições

### Influência dos organismos nas condições

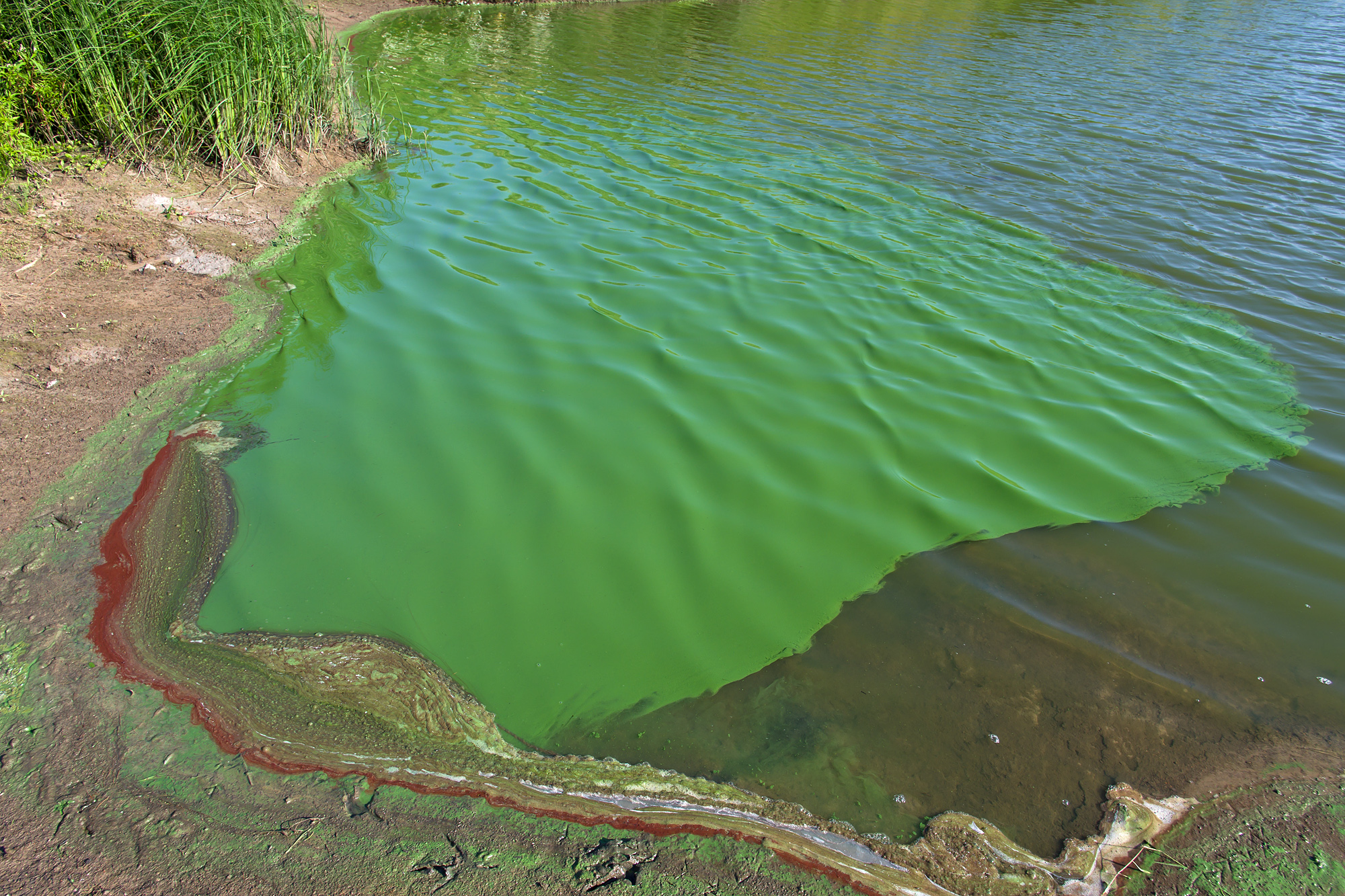
Bloom de cianobactérias em uma lagoa de água doce.

Uma condição não pode ser consumida pelo organismo como os recursos. Por exemplo, um ser vivo não pode consumir pH. No entanto, uma condição pode ser alterada pelos organismos. Como exemplo, tem-se a eflorescência algal ou bloom de algas e cianobactérias, um fenômeno que, devido ao grande teor de nutrientes do meio aquático (causado por sua eutrofização), as algas ou cianobactérias conseguem se nutrir e reproduzir em larga escala, gerando um bloom (uma explosão) delas na superfície do ambiente. Assim, abaixo desses indivíduos, as condições do meio se alteram, ocorre a menor exposição ao sol e consequentemente diminuição da temperatura, e entre outros fatores que influenciam na sobrevivência dos outros organismos que ali residem. 

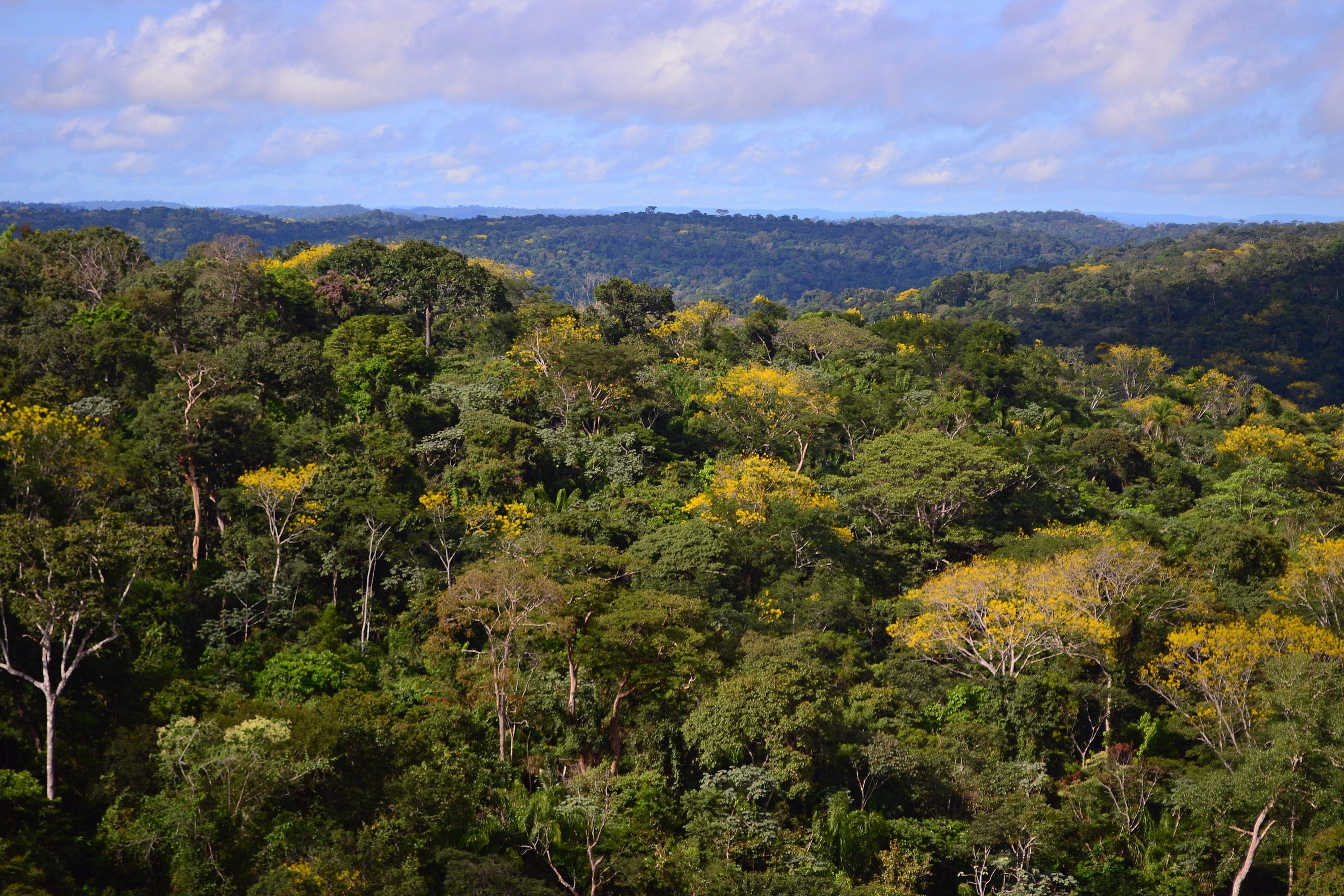
Sobrevoo na floresta amazônica em Novo Progresso, Pará.

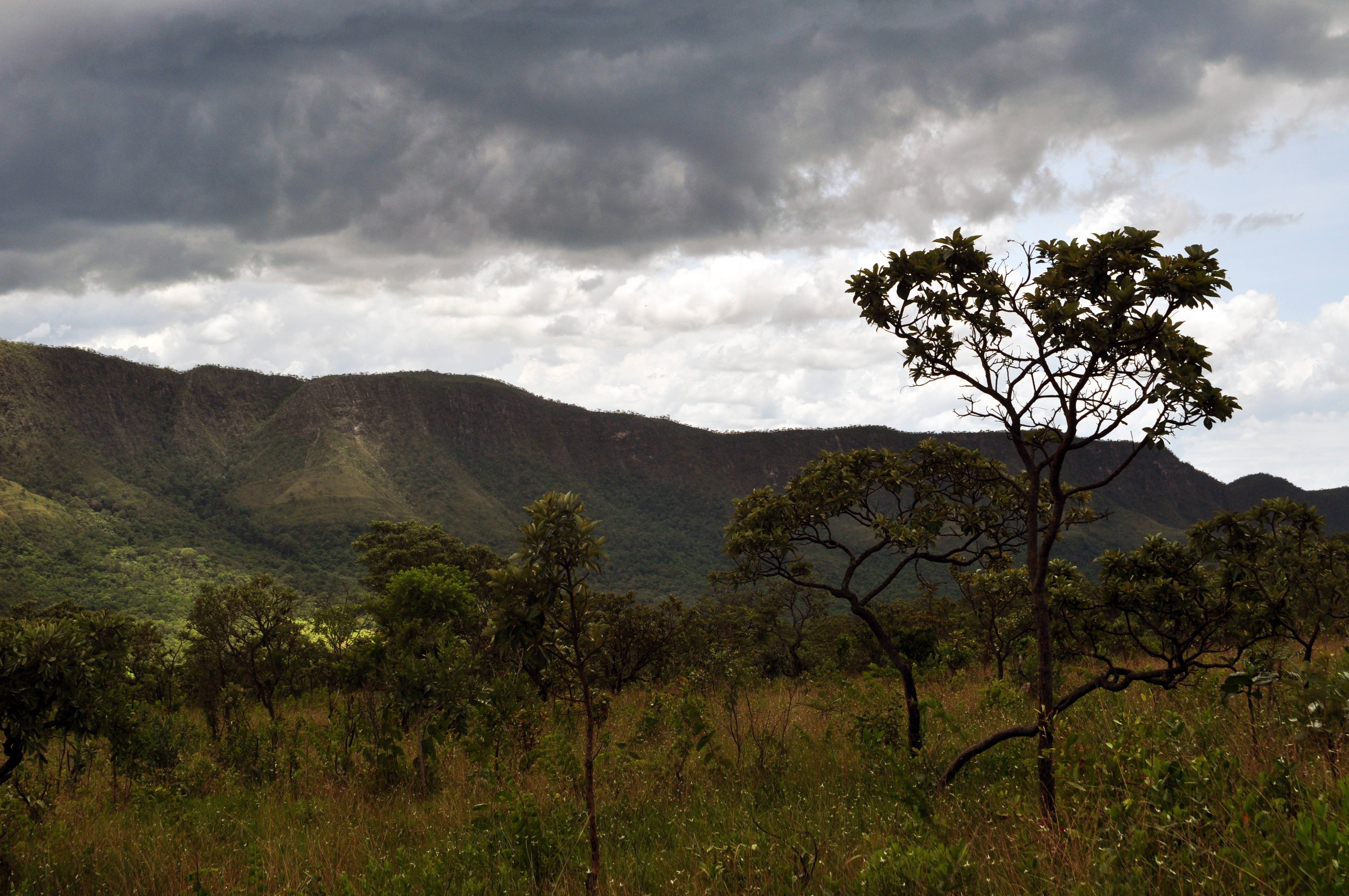
Vegetação típica do cerrado, também conhecido como savana brasileira.

Outro exemplo em que a ação de um organismo faz com que uma condição do meio mude é o desmatamento, provocado por humanos, bastante visível na Amazônia. Em razão de uma menor quantidade de árvores, a quantidade de folhas que atuam na evapotranspiração diminui. Com isso há uma diminuição da precipitação no ambiente, de forma que ao longo do tempo, grande parte da floresta amazônica, anteriormente favorecida pelas chuvas, possa se transformar em um ambiente árido, onde a vegetação predominante seja apta a crescer em condições de pouca pluviosidade, como no cerrado. Esse processo é chamado de savanização. 
A poluição é outro exemplo de modificação causada pelos humanos que limita a distribuição de organismos. Mesmo com altas taxas de poluição, é raro encontrar áreas desprovidas de espécies. Normalmente têm-se uma quantidade baixa de indivíduos que toleram essas alterações. Dessa forma, esses organismos podem tornar-se fundadores de uma população resistente à qual repassaram seus genes de “tolerância” a tais condições.

### Influência das condições no organismo

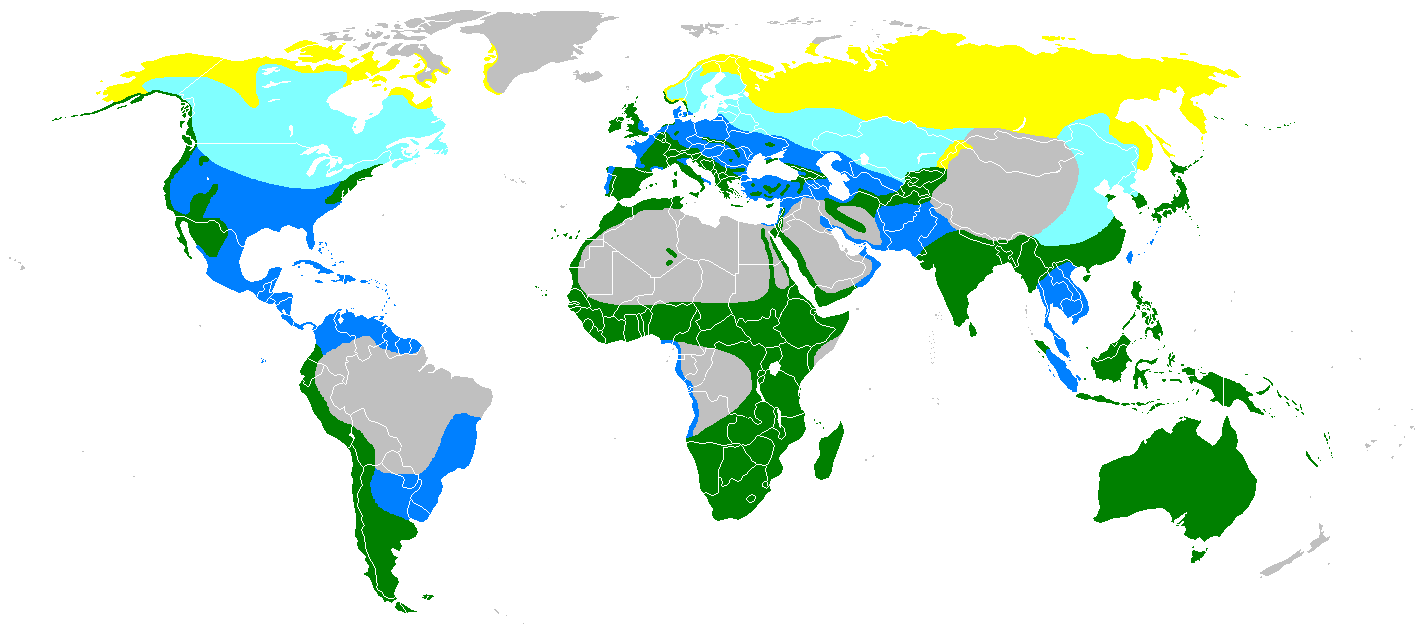
Mapa mostrando a distribuição do falcão-peregrino, Falco peregrinus (incluindo F. (p.) pelegrinoides). Em amarelo, está representado a região de nidificação migrante. Em verde, a nidificação residente. Em azul escuro, a invernação migrante, e em azul claro, a visitação de passagem da espécie.

As condições alteram onde, quando e como os organismos vivem, e como eles se distribuem no espaço e no tempo. Assim, as aves migratórias, por exemplo, podem migrar de um local - onde o clima estava primariamente quente, mas em função do início do inverno, tornou-se frio -  para outro, onde a temperatura começou a aumentar durante certa parte do ano. 

#### Condições como estímulos
As condições ambientais atuam essencialmente para regular a fisiologia de um organismo. Além disso, muitas delas são estímulos importantes para o seu crescimento e desenvolvimento, e preparam um organismo para as condições que estão por vir. 
Existe a ideia de que os organismos na natureza podem antecipar futuras condições e adaptar-se no momento em que ela ocorrer. Essa antecipação configura uma vantagem importante para os organismos e prepararem-se para eventos que ocorrem de maneira regular, tais como estações. Tal capacidade vem de um relógio interno, que é usado para verificar um sinal externo. O sinal externo mais conhecido é o fotoperíodo, que é o comprimento de um dia. Quando o fotoperíodo diminui, existe a adaptação da fauna e flora, para lidar com a chegada de um inverno. Muitas sementes precisam passar por um período de resfriamento antes de quebrarem a dormência, isso evita que elas germinem imediatamente após o amadurecimento, garantindo sua sobrevivência durante o inverno.

## Recursos
Os recursos se tornam mais escassos à medida que as populações crescem, tornando-as fatores limitantes.
Quando o recurso é limitado, a probabilidade de morte de indivíduos é maior. Para ecologistas, a compreensão integral da ecologia dos organismos só se dá onde eles tenham capacidade de viver. Um dos principais pré-requisitos para viver em qualquer ambiente é que os recursos essenciais estejam disponíveis juntamente com a capacidade de tolerância às condições locais.

### Recursos abióticos e bióticos
É possível afirmar que tanto as interações bióticas quanto as abióticas possuem papel fundamental sobre a configuração de características comportamentais, ecológicas e evolutivas das espécies.
Fatores abióticos incluem todas as influências que os seres vivos possam receber em um ecossistema, derivadas de aspectos físicos, químicos ou físico-químicos do meio ambiente, tais como luz, temperatura, vento, substâncias inorgânicas, regime climático, pH, composição atmosférica, solo, entre outros.
Fatores bióticos incluem as relações entre seres vivos em um ecossistema. Nesses fatores se encaixam, por exemplo, parceiros sexuais e alimentos (como plantas - seres autotróficos que servem de alimento principalmente para herbívoros e onívoros, e também animais, alimentos frequentes de animais carnívoros e onívoros). Uma vez que influenciam os organismos relacionados a ela, a microbiota normal também pode ser considerada um recurso biótico.

### Captação de Recursos
A exigência de recursos é constante, os organismos são moldados pelas respostas evolutivas à seleção natural e estão direcionados para a procura de energia e recursos, que são os limitantes da vida e em última instância usados para produzir descendentes.
Assim, organismos móveis tem potencial para captá-los por meio de sua locomoção. Já os organismos sésseis ou imóveis precisam contar com outras estratégias para isso, tais como o crescimento direcionado ou maneiras de captar os recursos que se movimentam em sua direção. Exemplificando, tem-se as plantas, que para buscarem e obterem recursos, como fosfatos, otimizam sua exploração do solo por meio da ramificação do seu sistema radicular.  

### Recursos-chave
As plantas são autotróficas, seus recursos essenciais são radiações, água, nutrientes minerais e dióxido de carbono. Elas os transformam em moléculas complexas (carboidratos, gorduras e proteínas) e depois, os depositam em suas células, tecidos e órgãos. São esses depósitos que formam os recursos alimentares para, posteriormente, serem consumidos por organismos heterotróficos.

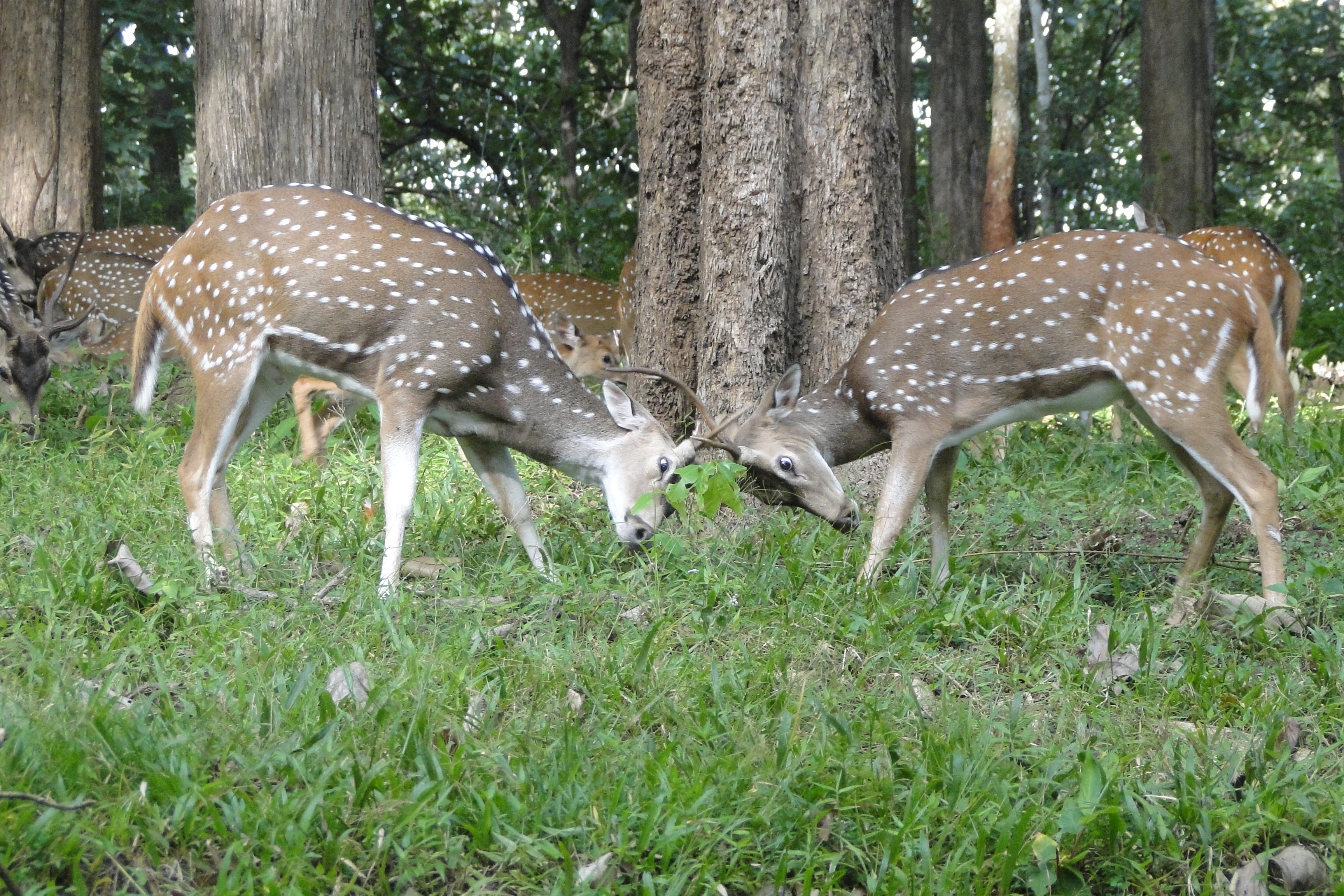
Cervídeos brigando por parceiras sexuais, um exemplo de competição por recursos. Os machos lutam entre si para dominar o rebanho e com isso, serem selecionados sexualmente por um número maior de fêmeas.

Então, além dos recursos-chave que são esses recursos básicos ligados principalmente à nutrição, é de suma importância que as plantas também tenham acesso a recursos menos óbvios, como a presença de polinizadores e parceiros para reprodução. Outros organismos também necessitam destes tipos de recursos menos óbvios.
As flores de algumas plantas podem sofrer mudanças de coloração como uma adaptação ao recurso - animais polinizadores. Por meio desse mecanismo, a planta é capaz de regular a densidade, ritmo e a eficiência da visita desses polinizadores, indicando seus locais de maior concentração de néctar. Assim, além do aumento na eficiência da polinização de forma geral, essa sinalização poupa energia e tempo gastos no forrageamento pelo animal.

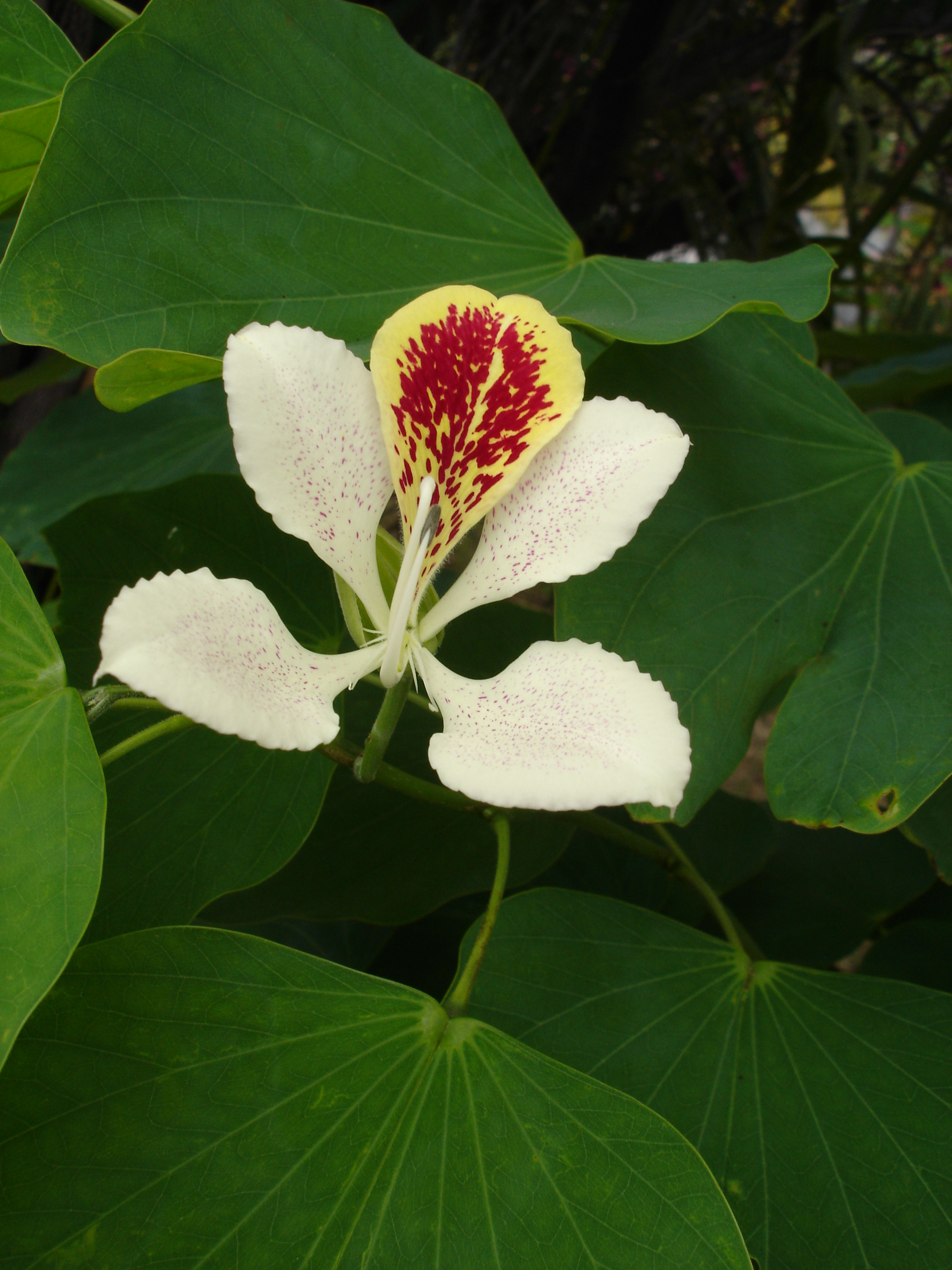
Bauhinia monandra com vias de néctar evidentes a olho nu.

Diversas partes das flores podem ter suas cores alteradas. Quais e quantas partes irão variar de acordo com o tipo de visitante. Insetos polinizadores diurnos, por exemplo, são atraídos pelos guias de néctar, que são manchas (geralmente presentes na face interna de pétalas) indicadoras da localização de sua câmara nectarífera. Nem sempre os guias de néctar são visíveis a olho nu por humanos, com exceção de algumas flores, como azaleia (Rhododendron simsii, Ericaceae).

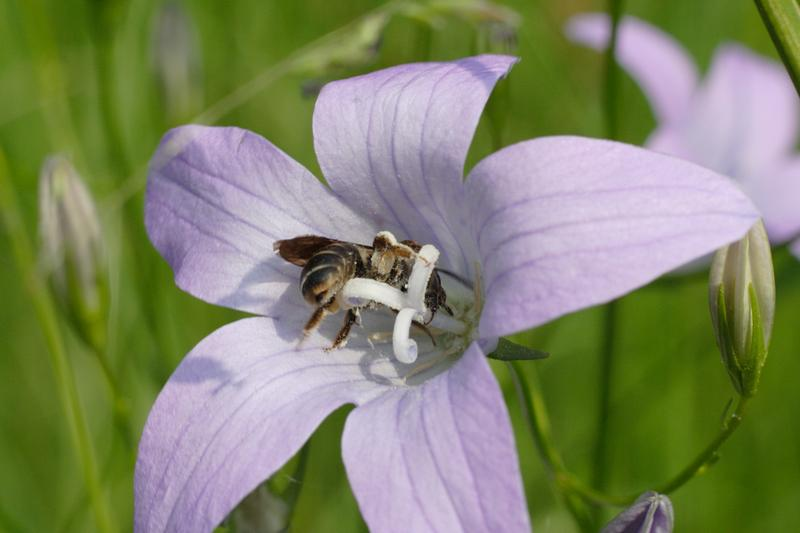
Andrena sp. coletando pólen de Campanula patula.

O solo é um recurso-chave, e, juntamente com seus organismos, contribui de modo decisivo para a manutenção da vida. É o caso de plântulas de muitas árvores, que em solução esterilizada, mas com abundância de nutrientes, crescem escassamente e usualmente morrem por má nutrição. Contudo, com acréscimo de fungos apropriados a tal solução, a capacidade de crescimento é restaurada.

### Classificação dos recursos: recursos essenciais x outras categorias de recursos
Recursos essenciais são os recursos que não podem ser substituídos por nenhum outro. Enquanto recursos - que não são essenciais - são os que podem ser substituídos por outros recursos, se enquadrando em outras categorias de recursos.
Um recurso essencial A depende da presença de um recurso essencial B. Assim, um ser vivo que precise de magnésio, ferro, vitamina B12 e vitamina B9 para sobreviver, necessita de alimentos que supram sua carência desses nutrientes. Assim, supondo que participando da dieta desse organismo há a presença de somente um alimento X que possua quantidades significativas de magnésio e ferro, e somente um alimento Y que possua vitamina B12 e vitamina B9 em quantidades também significativas, esse organismo precisa dos dois alimentos, de forma que, um não substitui o outro, sendo assim, recursos essenciais.
Exemplificando uma situação onde há a presença de um recurso que não é essencial, tem-se sementes de trigo em uma dieta de um frango no criadouro. Essas sementes podem ser perfeitamente substituídas por cevada, tendo em vista as mesmas funções nutricionais básicas no animal. Assim, a semente de trigo é um recurso que não é essencial, e assim, se enquadra em outras categorias de recursos.
Recursos não essenciais podem ser complementares quando um junto a outro, fornece ao ser vivo um maior suprimento energético, por exemplo, do que quando os mesmos são consumidos separadamente. Assim, a união de dois recursos não essenciais permite ao ser vivo o menor uso dos mesmos, quando comparados à quantidade que seria necessária se fosse feito o uso individual de cada pelo organismo. Por exemplo, a união de um alimento (A) que possua altos valores nutricionais de uma vitamina com outro alimento (B) que possua baixo valor dessa mesma vitamina, mas possui alto valor nutricional de outra vitamina - presente em concentração menor no alimento A, permite que o ser vivo consuma uma menor quantidade desses dois alimentos juntos, do que se o mesmo fosse consumi-los separadamente para obter o mesmo ganho nutricional.

## Casos excepcionais
Há fatores ambientais que, quando analisados em diferentes aspectos, podem ser caracterizadas como recursos ou como condições, como exemplo, tem-se a luz.
Ao considerar uma situação onde árvores crescem mais do que as outras árvores ou outras plantas menores do que elas para conseguirem captar mais luz afim de realizar a fotossíntese, tem-se o conceito de um recurso. Isso pois, um ser vivo ao captar a luz - o recurso - retira ou diminui a disponibilidade do mesmo para os outros seres vivos - no caso das árvores, as mesmas inibem a luz de chegar nas plantas que estão ao seu redor.
No entanto, se considerada a influência ainda da luz em diferentes ambientes, como em colunas d’água em diferentes profundidades, tem-se que a luz se encaixa em um conceito de condição. Por exemplo, em uma coluna d’água mais superficial a luz é capaz de infiltrar, no entanto em uma coluna d’água muito profunda,  provavelmente não chegará luz. Nesses casos, a percepção visual dos organismos aquáticos presentes em cada coluna diferem, sendo a luz, nessa análise, uma condição - a sua captação visual por diferentes organismos não interfere na captação por outros, sendo assim, um fator ambiental abiótico que interfere no funcionamento desses organismos ali presentes.
Portanto para caracterizar um termo como recurso ou condição, deve-se analisar bem o contexto no qual ele se insere.

## Ecologia Fisiológica
O estudo de como algumas condições e recursos afetam na resposta fisiológica dos organismos corresponde à área conhecida como Ecologia Fisiológica.

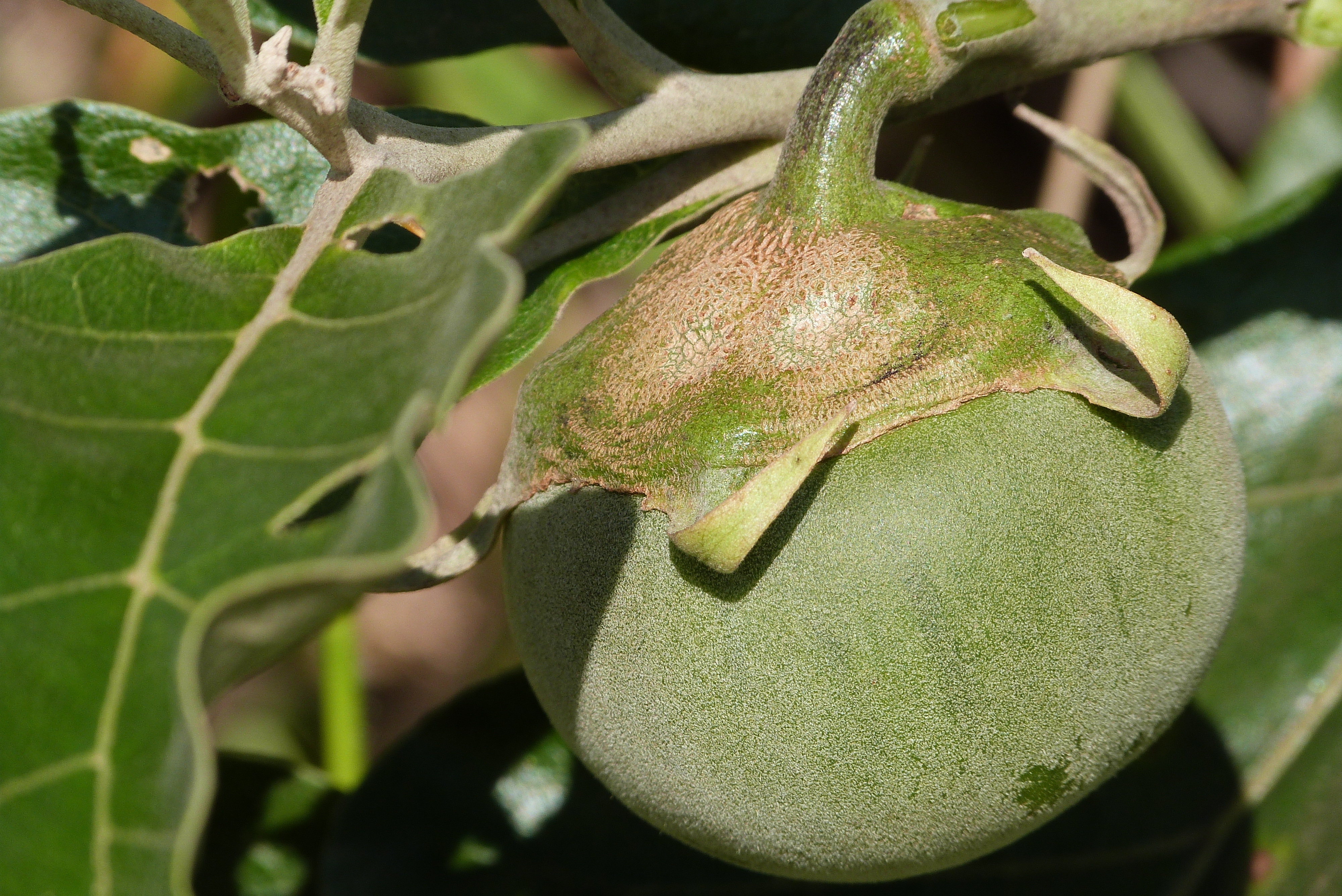
Fruto da lobeira (Solanum lycocarpum), um dos principais alimentos da dieta do lobo-guará.

Dentro dessa área, observa-se que há condições e recursos que podem limitar o crescimento e a reprodução dos seres vivos, sendo, portanto, considerados fatores limitantes. Como exemplo, o lobo-guará, animal da espécie Chrysocyon brachyurus, necessita do recurso - frutos da lobeira, espécie vegetal Solanum lycocarpum - para ter um bom funcionamento renal. Esses frutos atuam como vermífugo natural contra uma parasitoide renal causada pelo nematoide Dioctophyna renale, típica entre esses canídeos. Assim, o crescimento da população do lobo-guará é limitado pela disponibilidade dos frutos, sendo este, um fator limitante ao crescimento e à saúde do animal.

### Ótimo fisiológico e baixo fisiológico
Sintetizando, o crescimento e a reprodução do ser vivo é afetado por fatores limitantes. O organismo na presença de diferentes fatores ambientais, apresenta variações em seu desempenho fisiológico (seja usado para se alimentar, competir com indivíduos da mesma ou de outra espécie, ou se reproduzir). Dessa forma, um organismo apresenta desempenho máximo, ou seja, está em seu ótimo fisiológico, quando os fatores ambientais são favoráveis a ele. E, apresenta um desempenho baixo fisiológico quando os fatores ambientais não são tão favoráveis a ele.

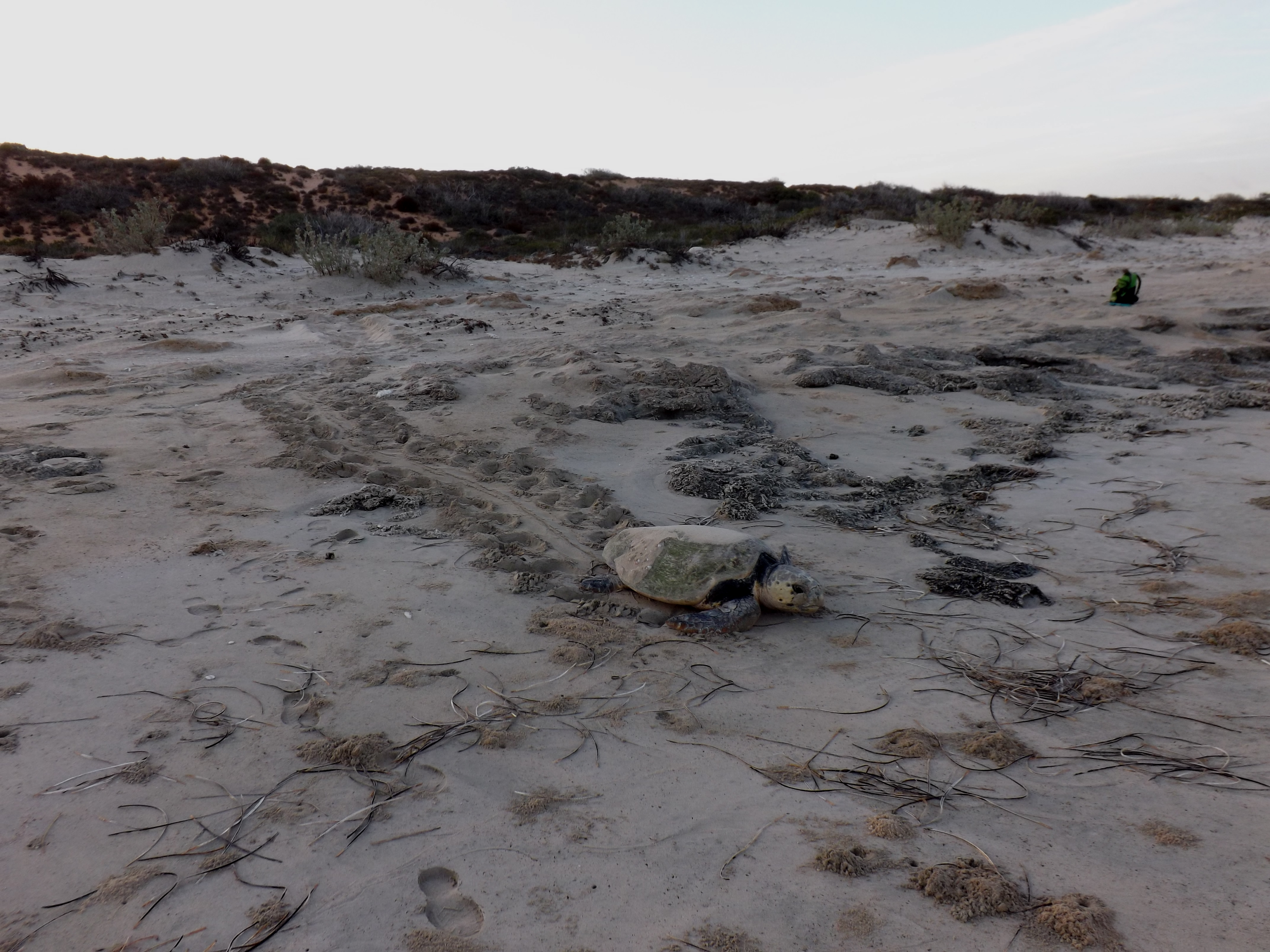
Tartaruga marinha retornando para o mar após nidificação.

Para demonstrar tais conceitos, há o exemplo dos ovos de tartarugas marinhas. As tartarugas marinhas em sua época reprodutiva, vão até à praia onde nasceram, depositam seus ovos na areia e retornam ao mar. Os embriões dentro dos ovos, conseguem sobreviver somente em uma determinada faixa de temperatura. Assim, há uma temperatura limite em que eles vivem - apresentando um baixo fisiológico – e, após ela, não a suportam e morrem. Todavia, há uma faixa de temperatura intermediária onde eles sobrevivem e se desenvolvem muito bem, apresentando seu ótimo fisiológico. Um fato curioso é que, nessa faixa de temperatura ideal para o desenvolvimento do embrião, há um intervalo de temperatura, no qual os embriões que se desenvolvem se tornam machos, e outro intervalo, no qual os embriões se tornam fêmeas.          

## Refêrencias
1. 1 2 3 4 5 6 7 8 9 10  Begon, M.; Townsend, C. R.; Harper J. L. Ecologia: De Indivíduos a Ecossistemas. [S.l.: s.n.] pp. 4°Ed. Cap. 2,3,4.
2. ↑  «Desmatamento na Amazônia: dinâmica, impactos e controle.». Acta Amazonica
3. 1 2  KUBIAK, B.B. (2017). «Influência de fatores bióticos e abióticos sobre o comportamento, ecologia e evolução da espécie Ctenomys minutus (Rodentia: Ctenomyidae).». Tese elaborada no Departamento de Genética, Laboratório de Citogenética e Evolução, da Universidade Federal do Rio Grande do Sul (UFRGS)
4. 1 2 3 4 5 6 7 8 9  Townsend, Colin R. (2010). Fundamentos em Ecologia. Porto Alegre: ARTMED EDITORA S.A. pp. Capitulo 3
5. ↑  Ricklefs, R.E. (2010). A Economia da Natureza. [S.l.]: Guanabara Koogan S.A
6. ↑  Teruel, D.A.; Dourado-Neto, D.; Hopmans, J.W.; Reichardt, K. «Alterações estruturais do sistema radicular de soja em resposta à disponibilidade de fósforo no solo.». Parte da Tese de Doutorado do primeiro autor apresentada à USP/ESALQ - Piracicaba, SP. Scientia Agricola, v.58, n.1, p.55-60, jan./mar. 2001
7. ↑  Kellner, Alexander (10 de maio de 2013). «Cristas, chifres e seleção sexual». Ciência Hoje
8. ↑  «Flores que mudam de cor»
9. 1 2  Emmert, L. (2012). «Dieta e uso do hábitat pelo lobo-guará (Chrysocyon brachyurus, Illiger, 1815) na Floresta Nacional de Brasília. 2012. ix, 76 f., il.». Dissertação (Mestrado em Ciências Florestais) — Universidade de Brasília, Brasília.
10. ↑  Rodrigues, F.H.G. (2002). «Biologia e conservação do Lobo-Guará na Estação Ecológica de Águas Emendadas, DF.». Dissertação de Doutorado, Universidade Estadual de Campinas, São Paulo, 96 p.
11. ↑  Ferreira Júnior, P. D. «Efeitos de Fatores Ambientais na Reprodução de Tartarugas.». Acta Amazonica.